# Libahunt
Libahunt (zu Deutsch „Der Werwolf“) ist ein Drama in fünf Akten des estnischen Schriftstellers August Kitzberg (1855–1927). Es wurde 1911 uraufgeführt.

## Entstehung
August Kitzberg schrieb das Drama in enger Zusammenarbeit mit Karl Menning, der bei Max Reinhardt in Berlin studiert hatte und seit 1906 Direktor und Regisseur des Vanemuine in Tartu, dem ersten professionellem estnischen Theater, war. Dass die Uraufführung jedoch in Pärnu stattfindet, hat profane Gründe: Dort bot man dem Autor mehr Geld, während das Tartuer Theater nahezu pleite war, außerdem wollte sich der Autor möglicherweise an der Aufdringlichkeit von Menning rächen, der ihn immer wieder drängte, Passagen umzuschreiben.
Der „Werwolf“-Stoff als solcher ist in der estnischen Folklore weitverbreitet und wurde von Kitzberg als allgemein bekanntes Element aus der Volkskultur verwendet.

## Handlung
Das Drama weist keine konkreten Bezüge zur Zeitgeschichte auf (wie es etwa bei Tuulte päärises der Fall ist) und ist ungefähr am Beginn des 19. Jahrhunderts angesiedelt. 
Im ersten Akt wartet die Familie (Großmutter, Mutter, Sohn Margus und Adoptivtochter Mari) an einem stürmischen Winterabend, als draußen die Wölfe heulen, auf die Rückkehr des Hausherrn. Dieser war mit einem Knecht im Dorf gewesen, wo sie unter anderem der Hinrichtung einer Hexe am Schandpfahl der Kirche beigewohnt hatten. Kurz nach seinem Eintreffen sind erneut heulende Wölfe zu hören, und ein Kind stürzt zur Tür hinein. Dabei handelt es sich um Tiina, die als die Tochter der zu Tode gefolterten Hexe erkannt wird. Nach anfänglichem Zögern wird sie in der Familie barmherzig aufgenommen.
Die drei folgenden Akte spielen zehn Jahre später. Die Mädchen sind herangewachsen und werben beide um Margus, der sich stärker zu der ausgelassenem, ungestümen und freiheitsliebenden Tiina hingezogen fühlt, als zu Mari, die ihrerseits jedoch auf alten Traditionen beruhend die bevorzugte Partie der Eltern ist. In der Folge versucht Mari, Tiina anzuschwärzen, was ihr mit Gerüchten und Halbwahrheiten auch zu gelingen scheint. Bald ist im Dorf davon die Rede, Tiina sei ein Werwolf. Margus lässt sich zunächst jedoch nicht beirren und steht zu Tiina. Am Ende des dritten Aktes kann Tiina allerdings die Hänseleien der Dorfjugend nicht mehr ertragen und flieht mit den folgenden Worten in den Wald: „Was wollt ihr von mir! Als Menschen betrachtet ihr euch, aber ihr seid schlimmer als Raubtiere! Ihr nennt mich einen Werwolf? – Ja, das bin ich, ihr wollt es ja nicht anders! Lieber tausend Mal ein Wolf, ein Wolf im Wald unter Wölfen sein, wenn ein Mensch nichts besseres ist als ihr! Ein Wolf tötet nur aus Hunger – und ein Wölf tötet niemals einen Wolf, aber ihr?“
Als sie im vierten Akt nach einigen Tagen erst zurückkehrt, ist die Stimmung im Haus umgeschlagen. Margus hat sich von ihr distanziert, die Adoptiveltern bezichtigen sie offen des Werwolf-Seins, sodass Tiina abermals in den Wald flieht. Der letzte und fünfte Akt findet weitere fünf Jahre später statt. Margus und Mari sind mittlerweile verheiratet, die Adoptiveltern sind gestorben, lediglich die blinde Großmutter ist noch am Leben. Wie im ersten Akt ist es ein kalter Winterabend, an dem die Wölfe heulen. Margus geht mit dem Gewehr zur Tür, um sie zu vertreiben, und schießt ins Dunkel, woraufhin ein menschlicher Aufschrei ertönt. Kurze Zeit später wird Tiina verwundet in die Stube getragen, wo sie wenig später in den Armen ihres geliebten Margus stirbt.

## Aufführung und Rezeption
Mit dem Stück wurde am 23. Oktoberjul. / 5. November 1911greg. das Theater Endla in Pärnu eröffnet. Es war nach dem Vanemuine in Tartu und dem Estonia in Tallinn das dritte professionelle Theater auf dem Gebiet des heutigen Estland. 1912 erschien das Schauspiel auch in Buchform. In den folgenden vier Jahren wurde das Stück insgesamt neun Mal aufgeführt, ohne jedoch ein großer Erfolg zu sein.
Erst allmählich mauserte sich das Stück zu einem Klassiker auf der estnischen Theaterbühne, der von jeder nachwachsenden Generation aufs Neue inszeniert und interpretiert wird. Dabei gelang auch eine Überwindung der (Sprach)Grenzen: 1914 und 1915 wurde es in Lettland aufgeführt, später auch auf Litauisch (1936), Ungarisch (1938), Finnisch (1950), Ukrainisch (1962) und Russisch. Während der deutschen Besatzung von Estland im Zweiten Weltkrieg soll es eine deutsche Aufführung im Radio gegeben haben, außerdem sei die Herausgabe einer deutschen Übersetzung in Leipzig geplant gewesen, jedoch fehlen hierzu weitere Angaben.

## Interpretation
Der Grundkonflikt des Stückes liegt in dem Aufeinanderprallen zweier Welten, was seine Ursache selbstverständlich in der estnischen Geschichte hat, in der die Mehrheit der Einwohner des Landes von einer anderssprachigen Minderheit dominiert wurde. Die Hofbewohner symbolisieren das Festklammern an alten Traditionen und sind dem Neuen gegenüber unaufgeschlossen. Auf der anderen Seite steht Tiina, die nach allem, was neu ist, lechzt und sich gegen die Konvention stellt. Sie verkörpert die Unangepasstheit geradezu, ist aufmüpfig, dickköpfig und widerspenstig. Letztlich steht sie für Rebellion und Freiheitsliebe. Dazwischen steht Margus, der Tiina anfangs zu verstehen und zu verteidigen versucht und sich zu ihr hingezogen fühlt. Letztlich ist für ihn aber die Konvention doch stärker, und er lässt seine Angebetete fallen. Sie wird im Stich gelassen und verliert ihren Kampf gegen den herrschenden Zeitgeist der willenlosen Subordination. Mehr noch, sie stirbt sogar als Symbol für Freiheit und Menschenwürde. Erst als es zu spät ist, sieht die noch lebende Großmutter ein, dass alle gemeinsam Schuld an Tiinas Tod haben, und zeigt Reue. 
Obwohl das Drama auf den estnischen Verhältnissen fußt, enthält es eine Symbolik, die „universaler, damit zeitloser Art ist: Es geht schlichtweg um die Konfrontation zwischen Masse und Outsider, Konformismus und Nonkonformismus, Anpassung und Widerstand, Gesellschaft und Individuum. […] Nicht zufällig und nicht zu Unrecht sind Vergleiche mit anderen Dramen der Weltliteratur bis hin zur Antigone des Sophokles gezogen worden.“